# 호상 가옥

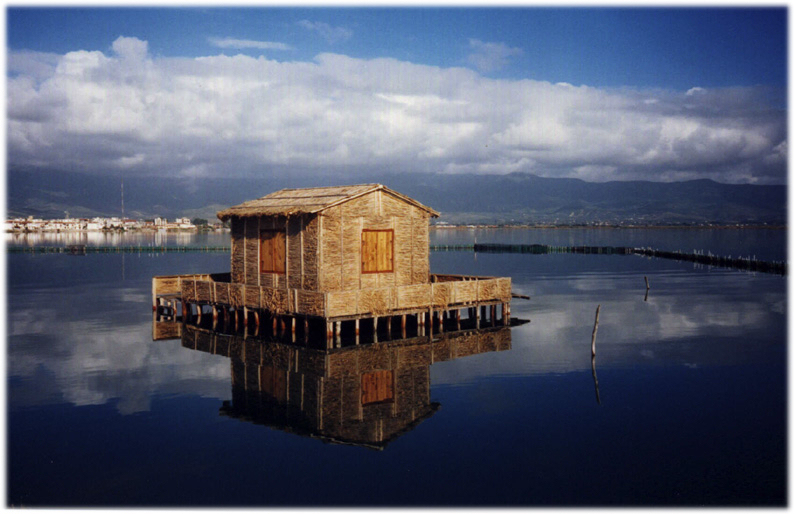
서부 그리스의 전통적 수상 가옥.

호상 가옥은 유럽에서 초기에 호수나 만에 지은 집을 가리키는 단어이다. 도 일부 지역에서 호수나 만에 말뚝을 박아 나무집에서 살고 있다. 뉴기니, 말레이 제도, 베네수엘라 등지에서는 홍수에 대비해 호옥을 짓기도 한다. 페루 호수나 만의 가장에 지은 집이다.

## 같이 보기
- 수혈주거
- 알프스 주변의 선사시대 말뚝 주거지
- 베네치아

## 참고 자료
- 이 문서에는 다음커뮤니케이션(현 카카오)에서 GFDL 또는 CC-SA 라이선스로 배포한 글로벌 세계대백과사전의 내용을 기초로 작성된 글이 포함되어 있습니다.